# Last Year: The Nightmare
Last Year: The Nightmare (dt.: Letztes Jahr: Der Albtraum) ist ein asymmetrisches Survival-Horror-Videospiel, welches von dem kanadischen Entwicklerstudio Elastic Games entwickelt wurde. Es wurde am 18. Dezember 2018 für Microsoft Windows veröffentlicht.

## Spielprinzip
Last Year: The Nightmare ist ein asymmetrisches Horrorspiel, in dem fünf Überlebende gegen einen Killer spielen. Es spielt im Jahre 1996. Überlebende erkunden die Karte und vervollständigen eine Vielzahl von Zielen, um zu entkommen, während gleichzeitig ein Killer versucht sie daran zu hindern. Der Killer ist in der Lage, außerhalb der Sichtweite der Überlebenden zu de- und respawnen. Diese Fähigkeit nennt sich „Raubtier Modus (Predator mode)“. Dieser Modus erlaubt es dem Killer außerdem, Fallen vor den ahnungslosen Überlebenden zu platzieren und zu aktivieren.

## Entwicklung
Ein Trailer für Last Year: The Nightmare wurde im September 2018 veröffentlicht.

### Veröffentlichung
Last Year: The Nightmare hatte eine Closed Beta vom 2. bis 5. November 2018. Das Spiel ist ein sogenannter „First on Discord“-Titel. Das bedeutet, dass das Spiel 90 Tage lang nur über Discord erworben werden konnte und somit erst seit dem 18. März 2019 auch von anderen Windows-Spieleanbietern vertrieben werden darf.